# Kniazie (Lubycza Królewska)
Pour les articles homonymes, voir Kniazie.
Kniazie (prononciation [ˈkɲaʑe]) est un village de la gmina de Lubycza Królewska du powiat de Tomaszów Lubelski dans la voïvodie de Lublin, situé dans l'est de la Pologne.
Le village compte approximativement une population de 71 habitants.

## Administration
De 1975 à 1998, le village est attaché administrativement à l'ancienne voïvodie de Zamość.

Depuis 1999, il fait partie de la nouvelle voïvodie de Lublin.

## Galerie
quelques vues de Kniazie

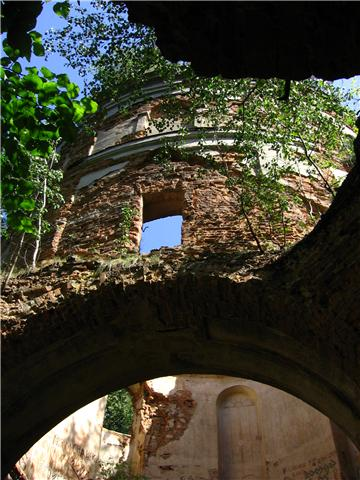
Les ruines d'une église en brique de 1806. (2009)
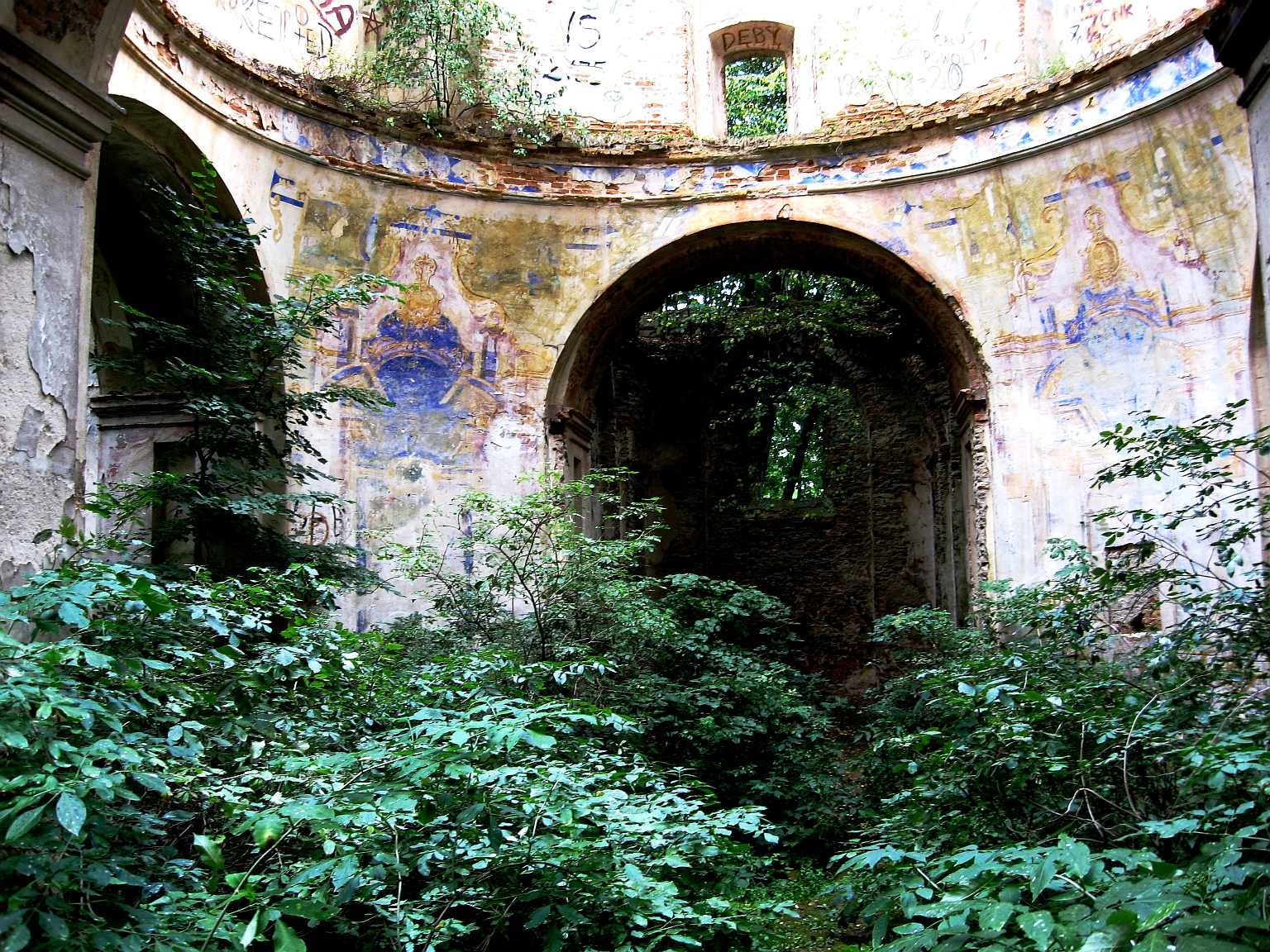
Les ruines de l'église (août 2012)
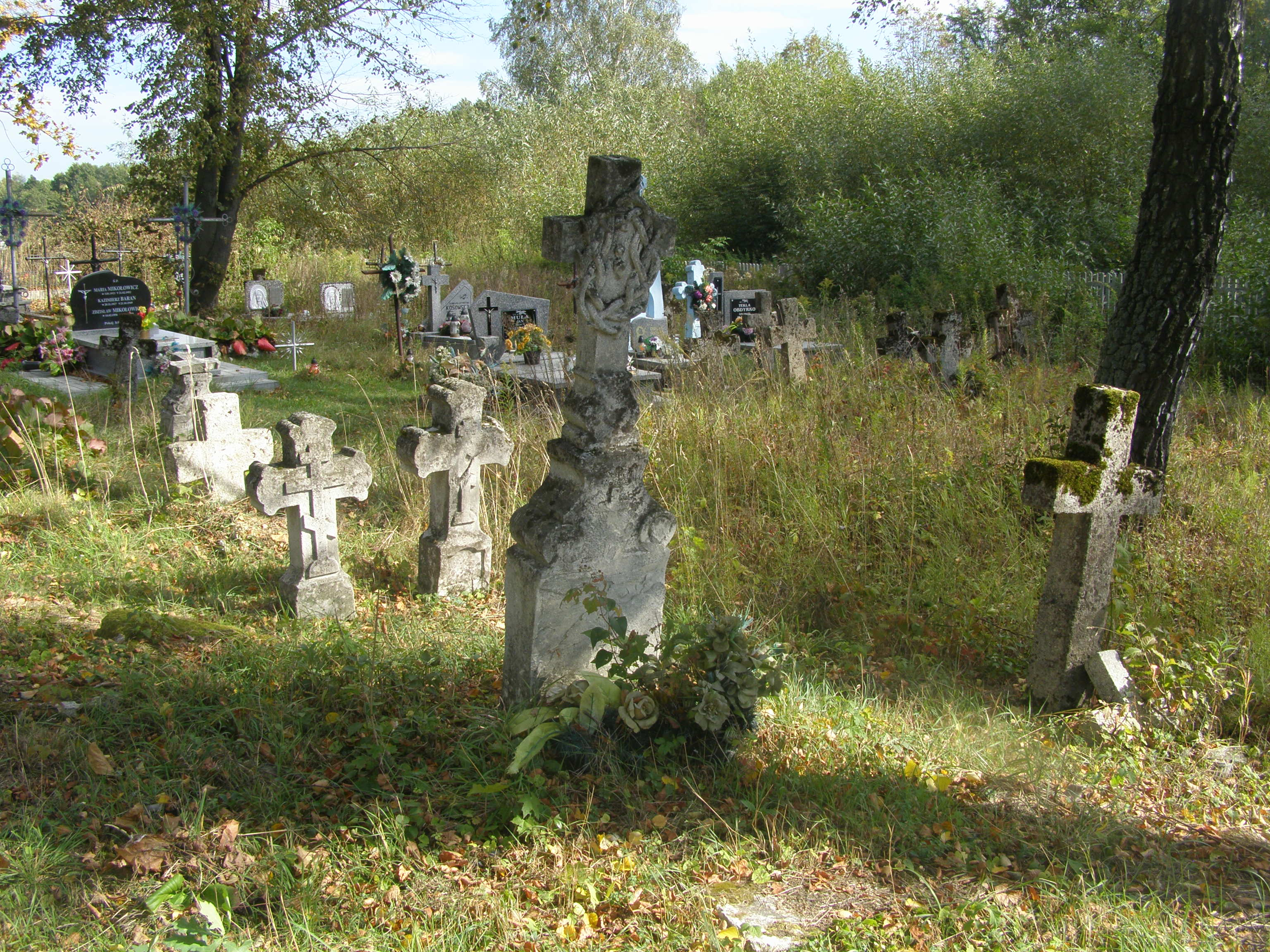
Cimetière historique
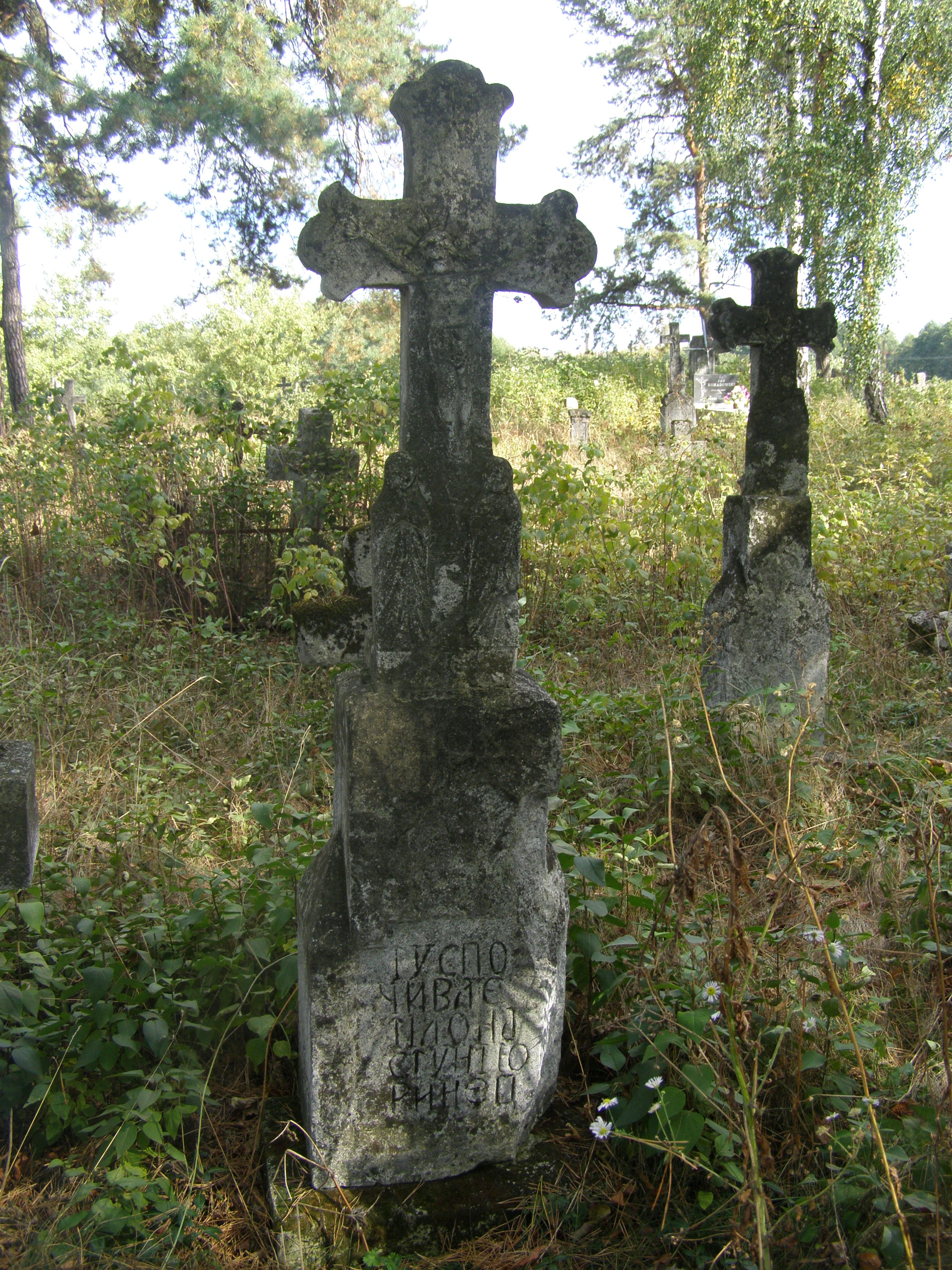
Tombes dans le cimetière